# Марина Бей (автодром)
1°17′29.05″ пн. ш. 103°51′50.93″ сх. д. / 1.2914028° пн. ш. 103.8641472° сх. д.
Міський автодром Марина Бей (англ. Marina Bay Street Circuit) — автодром Формули-1, прокладений по вулицях міста-держави Сінгапур. На цьому автодромі з 2008 року проводиться Гран-прі Сінгапуру.
Автодром в Сінгапурі став унікальним за такими параметрами:
- Перший міський автодром Формули-1 в Азії,
- Перша нічна гонка в історії Формули-1.

Напрямок автодрому — проти годинникової стрілки, так само, як автодром Жозе Карлуса Пачі, Істанбул Парк та Яс Марина. Максимальна швидкість на прямій Raffles Бульвар повинна скласти близько 300 км/год, а мінімальна в повільних поворотах — менше 100.

## Рекорди
- У гонці — 1:41.905, Ке́він Ма́гнуссен, Haas, 2018.
- У кваліфікації — 1:36.015, Лью́їс Гамільтон, Mercedes, 2018.

## Переможці Гран-прі Сінгапуру на трасі Маріна Бей
| Рік  | Пілот             | Конструктор      | Траса      | Результат |
| ---- | ----------------- | ---------------- | ---------- | --------- |
| 2018 | Льюїс Гамільтон   | Mercedes         | Марина Бей | Результат |
| 2017 | Льюїс Гамільтон   | Mercedes         | Марина Бей | Результат |
| 2016 | Nico Rosberg      | Mercedes         | Марина Бей | Результат |
| 2015 | Себастьян Феттель | Ferrari          | Марина Бей | Результат |
| 2014 | Льюїс Гамільтон   | Mercedes         | Марина Бей | Результат |
| 2013 | Себастьян Феттель | Red Bull-Renault | Марина Бей | Результат |
| 2012 | Себастьян Феттель | Red Bull-Renault | Марина Бей | Результат |
| 2011 | Себастьян Феттель | Red Bull-Renault | Марина Бей | Результат |
| 2010 | Фернандо Алонсо   | Scuderia Ferrari | Марина Бей | Результат |
| 2009 | Льюїс Гамільтон   | McLaren-Mercedes | Марина Бей | Результат |
| 2008 | Фернандо Алонсо   | Renault          | Марина Бей | Результат |

## Галерея

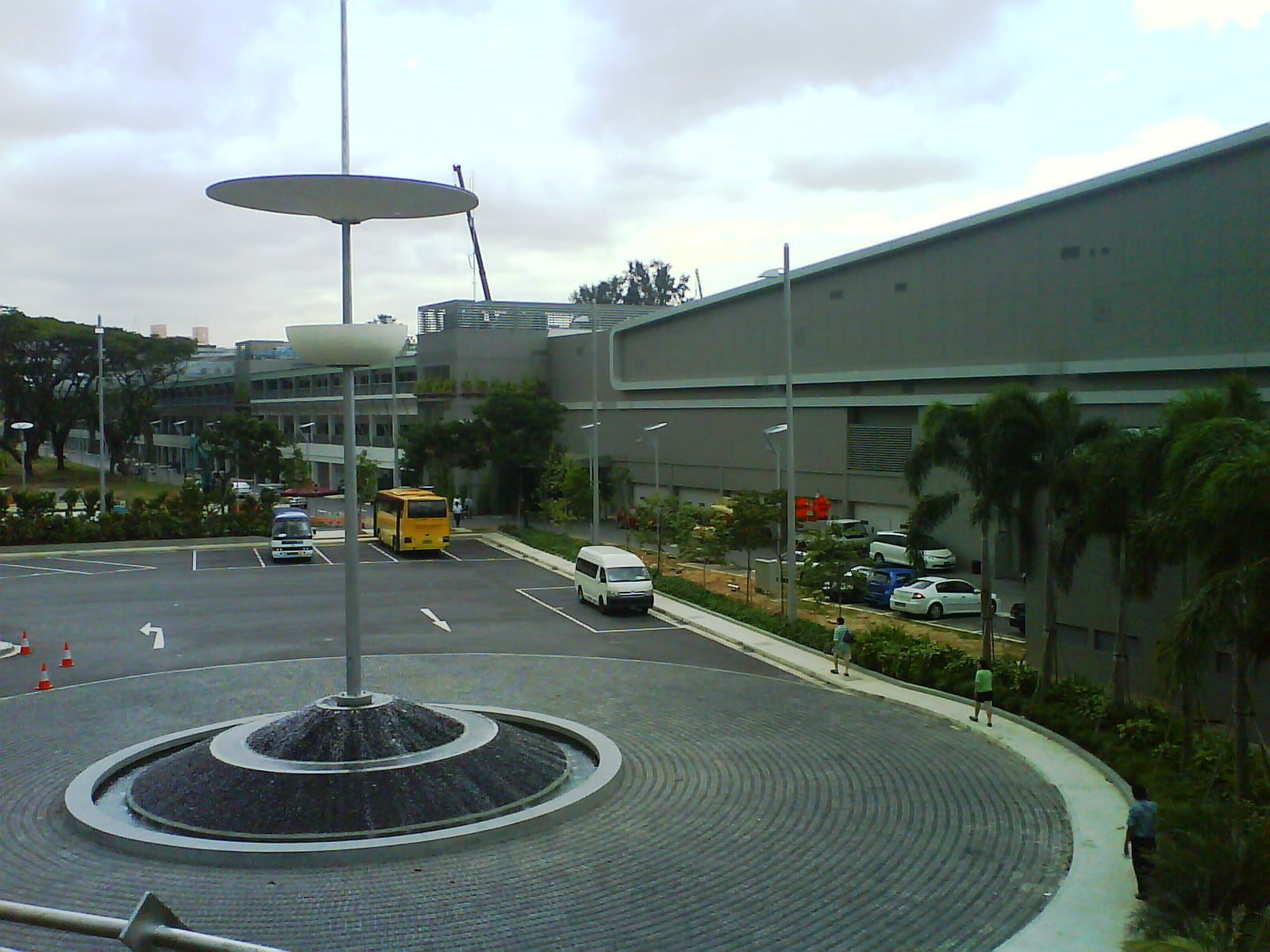
Трибуни глядачів
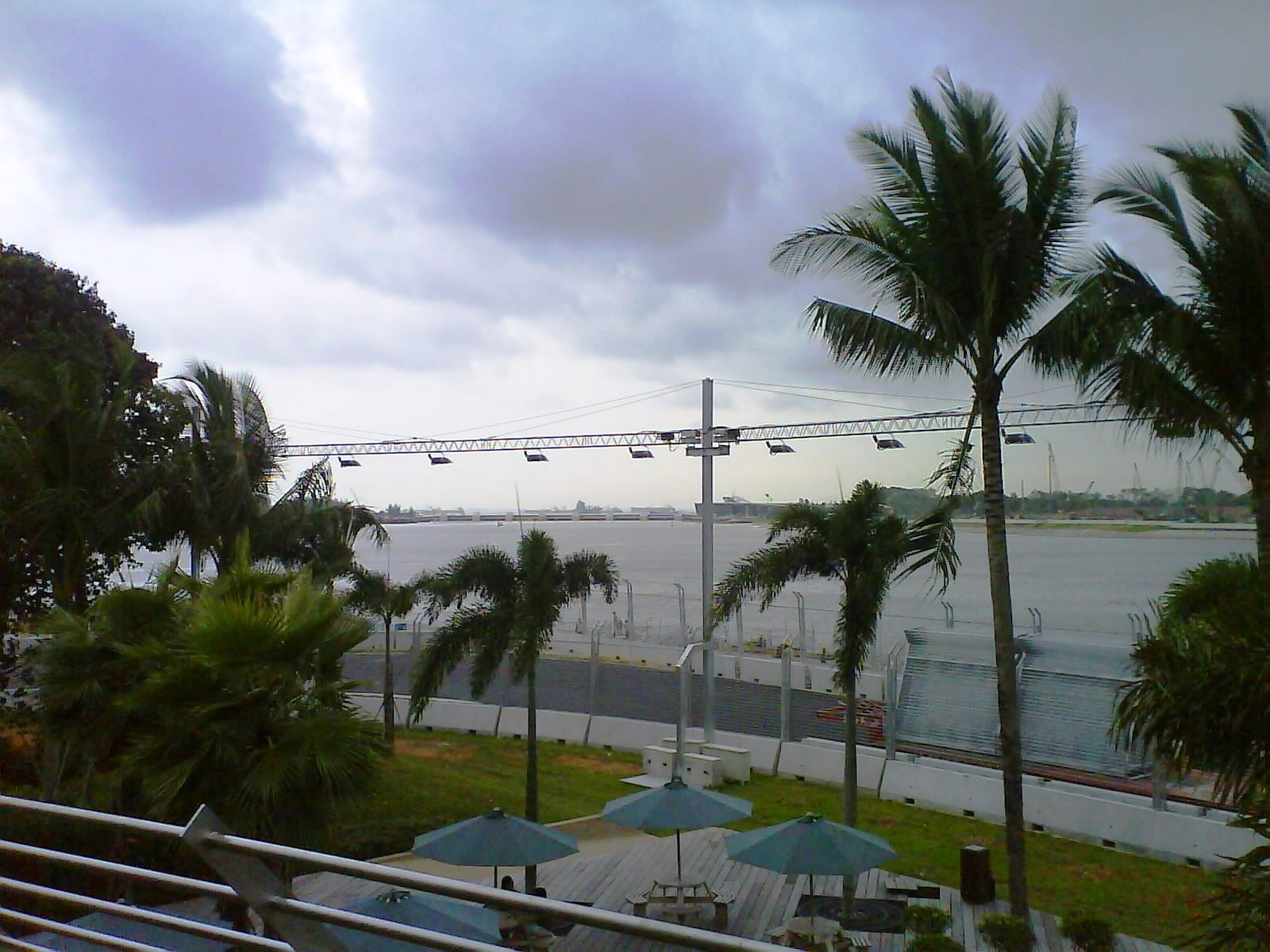
Поворот №22
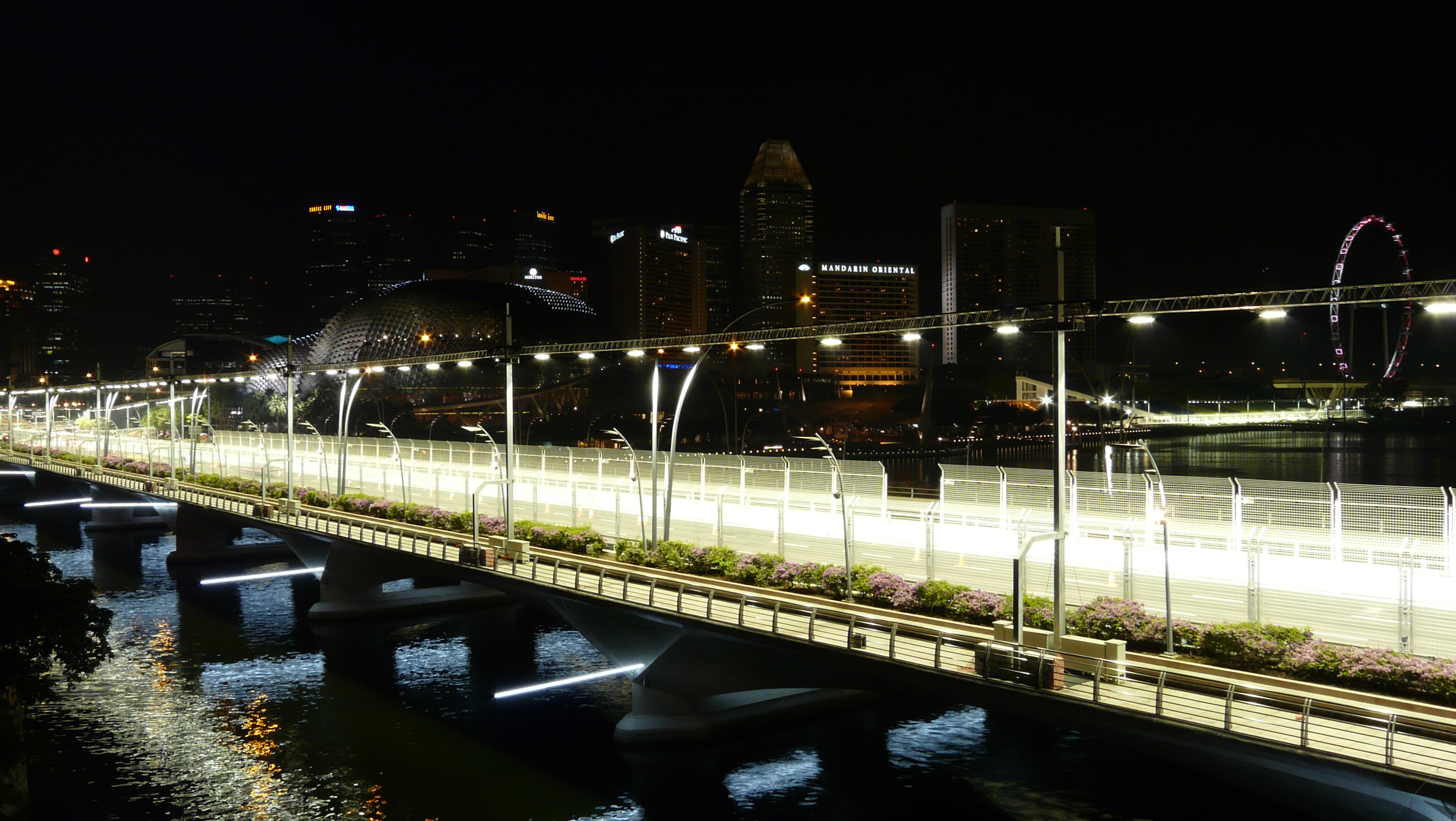
Еспланада автодрому Марина Бей
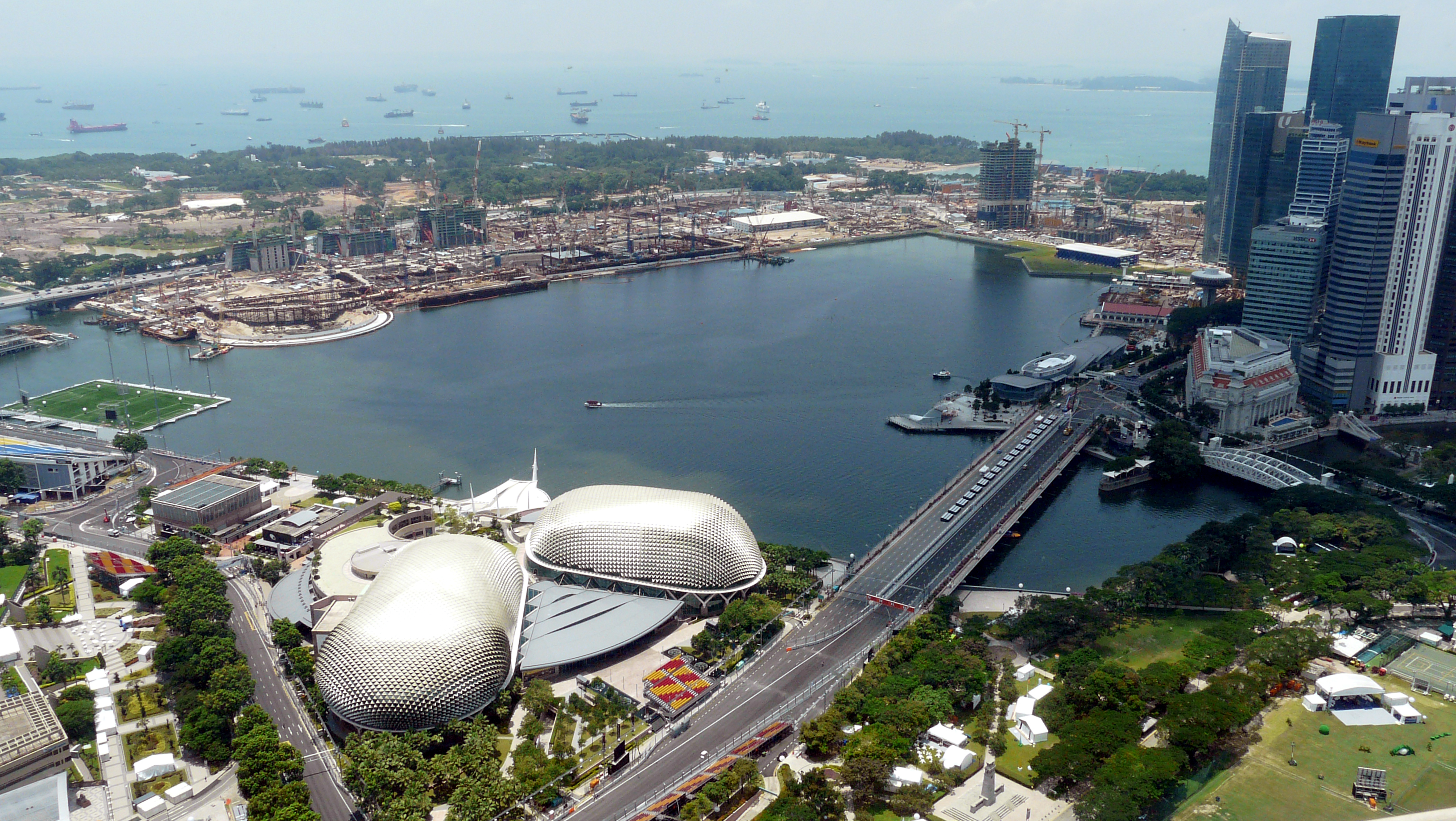
Автодром Марина Бей з пташиного польоту
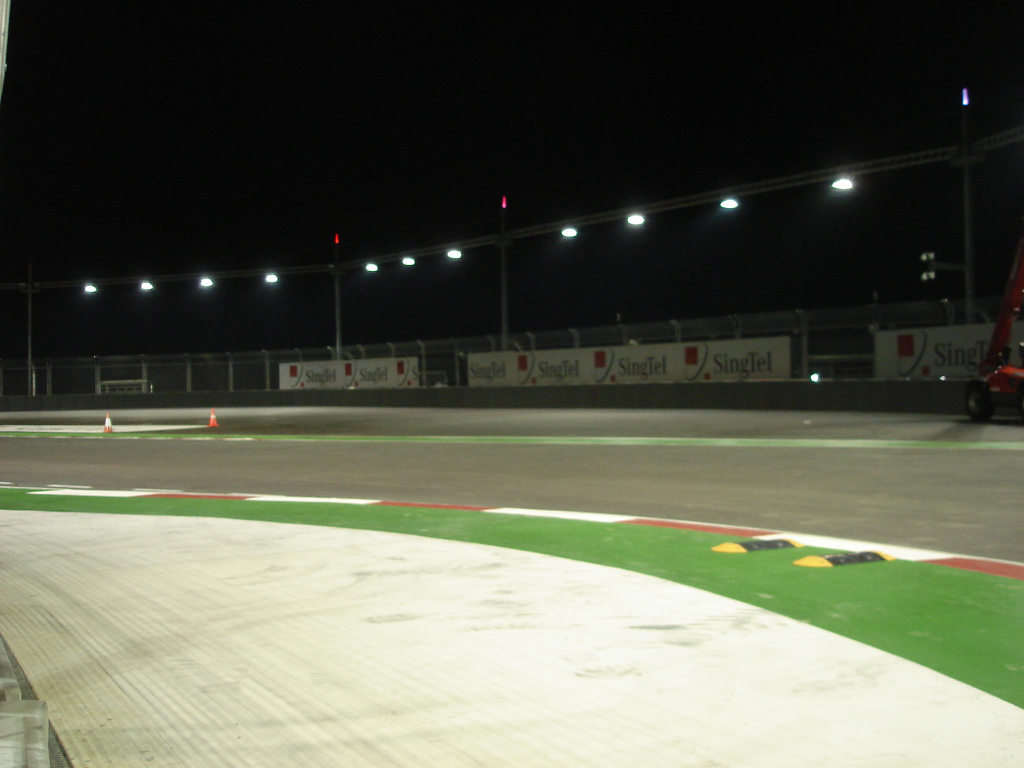
Передостанній поворот
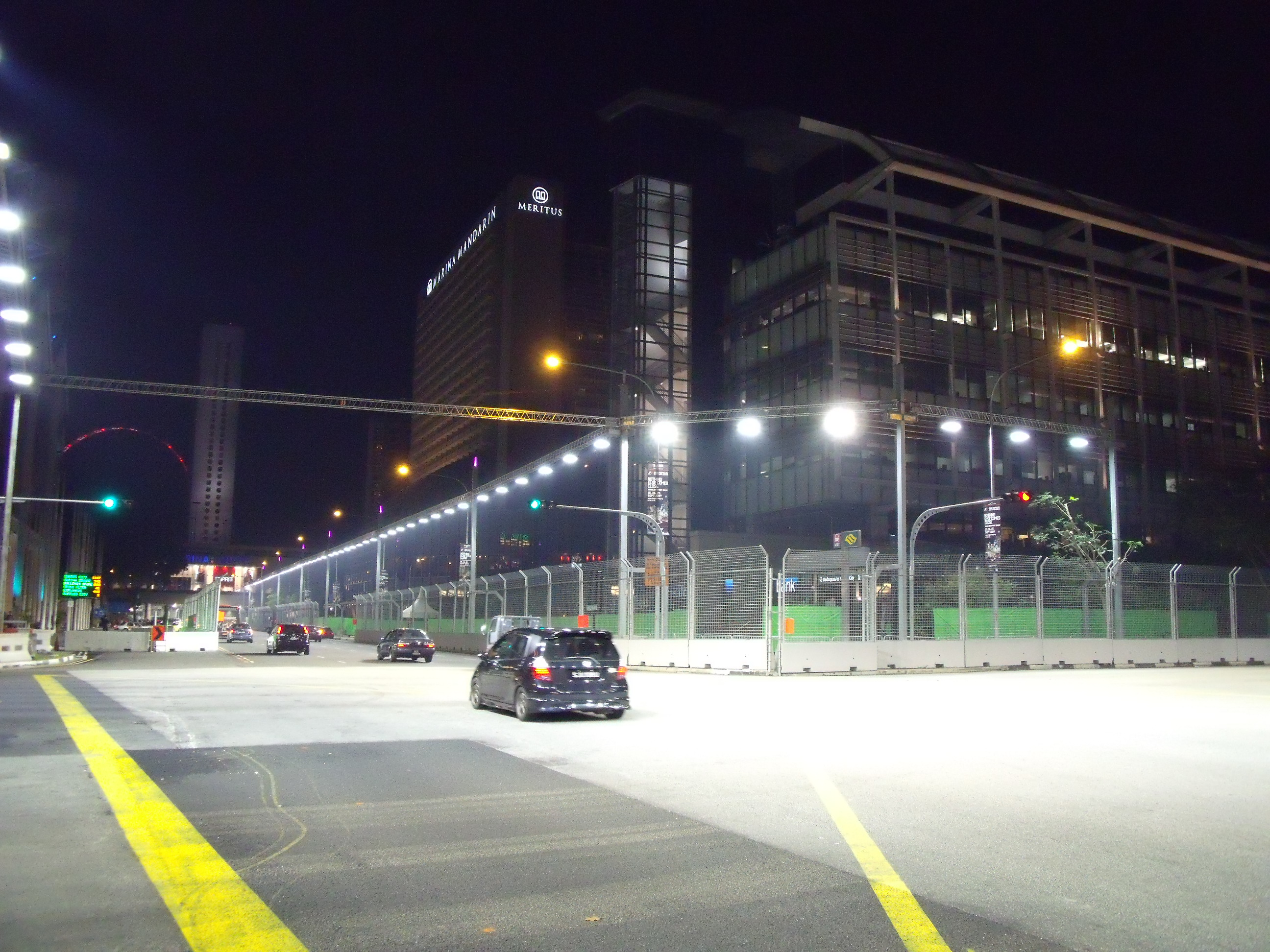
Поворот №7
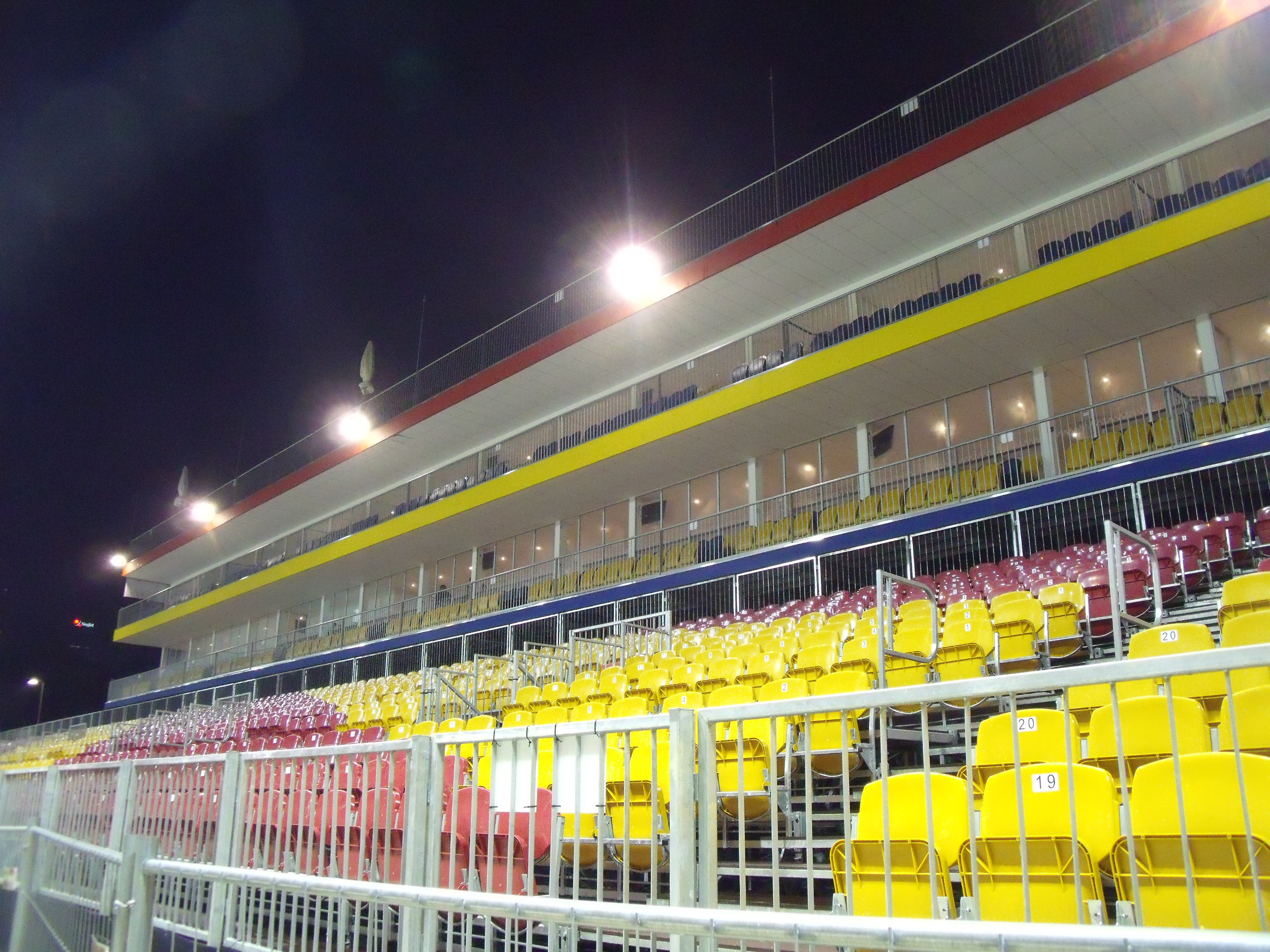
Стамфорд Грандстанд між поворотами 7 і 8
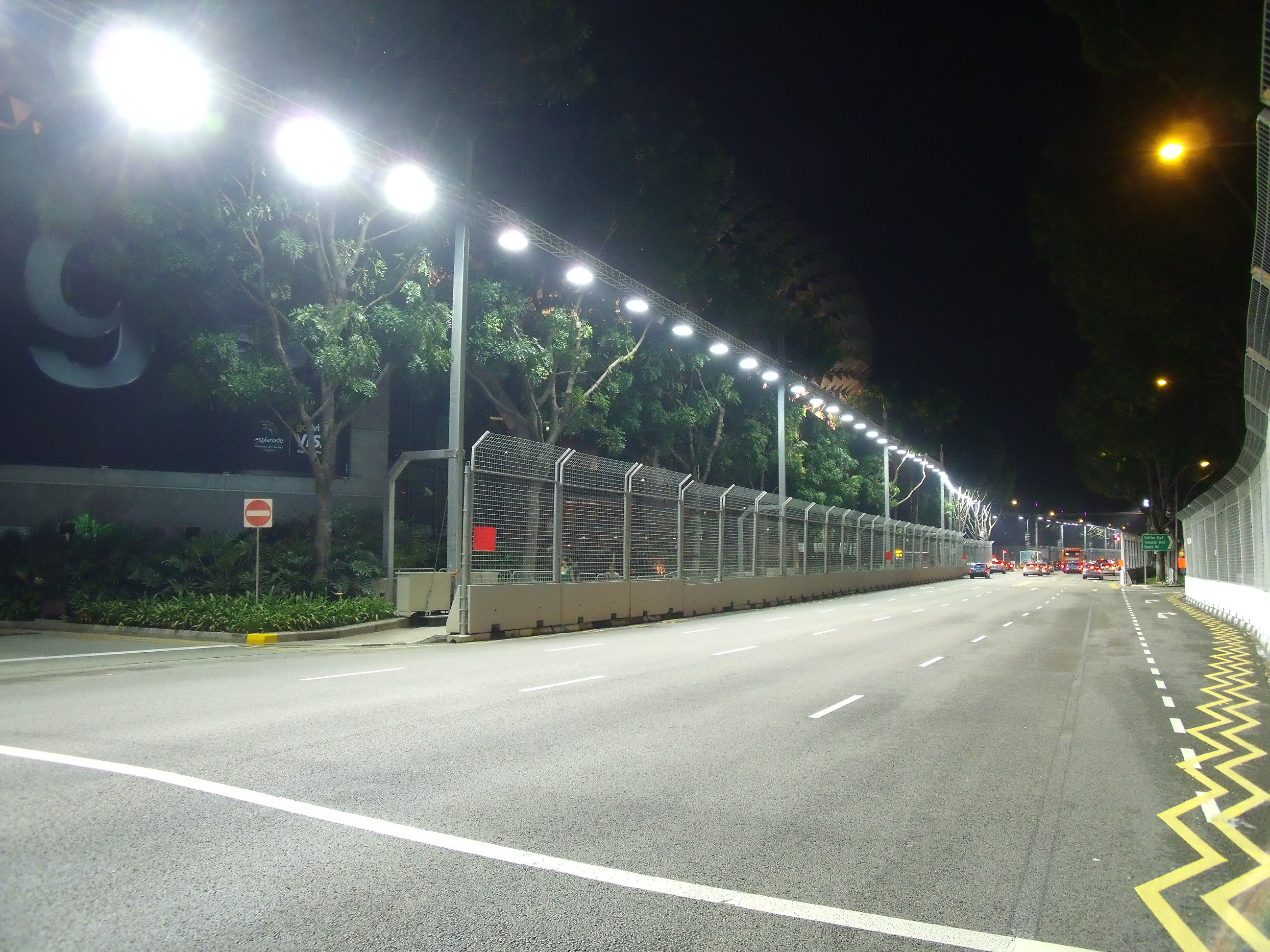
Раффлс Авеню після повороту №14